# Oliarus pele
Oliarus pele är en insektsart som beskrevs av George Willis Kirkaldy 1909. Oliarus pele ingår i släktet Oliarus och familjen kilstritar.

## Underarter
Arten delas in i följande underarter:
- O. p. alpha
- O. p. beta